# بییاباکرین
بییاباکرین (به اسپانیایی: Villavaquerín) یک شهرستان در اسپانیا است که در استان وایادولید واقع شده‌است.